# Cratere Topaz
Topaz è un cratere di 2867 Šteins situato nei pressi dell'equatore dell'asteroide. È utilizzato per determinare il meridiano principale del sistema di riferimento topografico di Šteins, analogamente a quanto avviene sulla Terra con Greenwich.
Il cratere è stata battezzato dall'Unione Astronomica Internazionale con riferimento al topazio, un minerale silicato d'alluminio e fluoro.